# 西昌衛星発射センター
西昌衛星発射センター（せいしょうえいせいはっしゃセンター、中国語: 西昌卫星发射中心、英語: Xichang Satellite Launch Center）は、中華人民共和国四川省の涼山イ族自治州西昌市郊外に位置する大型ロケット発射場。発射場とは別に、西昌市内に本部がある。西昌宇宙センターとも呼称される。

## 概説

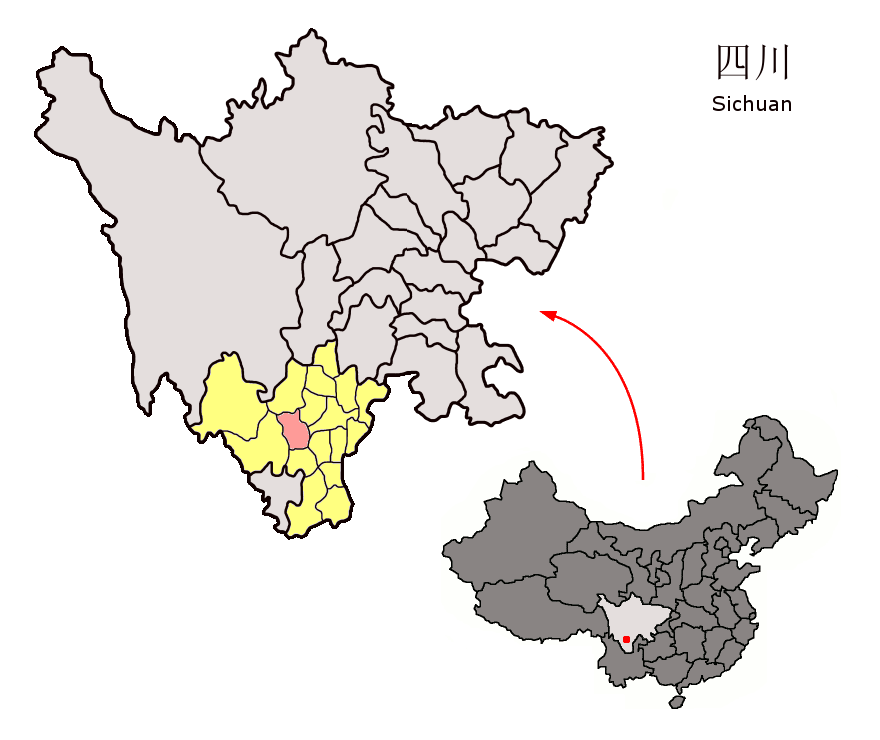
センターのある西昌市の位置（赤）

西昌衛星発射センターは、西昌市から北西に約60キロ離れた峡谷の中にあって、海抜約1,500メートルと高地に位置している。
中国で人工衛星の打ち上げをしている発射場はかつて甘粛省・内モンゴル自治区の境の酒泉衛星発射センター、山西省の太原衛星発射センター、そして四川省の西昌衛星発射センターと3カ所存在していて、静止軌道への打ち上げを行っているのは西昌のみで行われていた。西昌は酒泉や太原より低緯度で、静止軌道への打ち上げに適した北緯28度に位置している。
2014年10月18日、中国の新華社通信は文昌衛星発射場が完成し、2017年には無人の月探査衛星「嫦娥5号」をここから打ち上げる予定であることを報じた。
これにより中国の人工衛星ロケット発射場は4つに増え、また同発射場は北緯19度とより赤道に近く西昌は最南端ではなくなった。また文昌衛星発射場は東側に海があり事故のリスクも少なく車両限界を超え海路で大型ロケットを運べるため西昌の重要性は低下した。
西昌衛星発射センターは1980年代初期に建設され、1984年1月29日、長征3型ロケットによって同歩（STTW）軍事通信衛星が静止軌道に打ち上げられたのが最初の運用である。1986年5月、西昌は商業用に開放され、以後、長征2E型によるオーサットやオプタスなど海外の通信衛星を多く打ち上げた。中国国内の人工衛星は同歩に加え、東方紅（DFH）通信衛星などを打ち上げている。西昌からの打ち上げはこの後、1996年2月14日に長征3B型が打ち上げ時に爆発事故（長征3B型ロケットの爆発事故）を起こすまで21回に及んだ。
西昌での打ち上げは爆発事故の同年7月3日に再開され、1997年8月20日には長征3B型の打ち上げに成功している。2003年までに国内外の人工衛星を34回打ち上げている。
西昌からの打上げでは1段ロケットの落下物は内陸部に落下する。打上時は落下予想区域内の村人たちは一時的に避難させられるが、大きな落下物の報告がよく行われている。2014年12月31日に静止気象衛星FY-2Gを打ち上げた長征3Aロケットでは落下する1段の様子や落下した残骸の様子がよく分かる映像が公開された。

### 組織
西昌衛星発射センターは、軍（中国人民解放軍）の施設でもあるので中国国務院・中央軍事委員会の国防科学技術工業委員会・衛星打ち上げ管制局の管轄に属している。中国国家航天局の管轄ではない。

## 打ち上げ実績

### ロケット
- 長征2E型
- 長征3型
- 長征3A型
- 長征3B型

### 人工衛星
- 同歩（STTW）通信衛星
- 東方紅（DFH）通信衛星
- 実践（SJ）科学観測衛星
- 風雲（FY）気象衛星
- オプタス通信衛星

- オーサット通信衛星
- APスター通信衛星
- アジアサット通信衛星
- エコースター通信衛星
- シノサット通信衛星